# 網路計量學
網路計量學為資訊計量學的一分支，是1997年興起的一種新的研究領域，主要是應用資訊計量學與科學計量學的方法去研究網路空間的種種現象。

## 主要探討的內容
1. 網路連結
2. 網路內容
3. 網路探勘（web mining）
4. 網路影響因素（web impact factor）

## 網路計量學之問題
1. 網路上資料數據的收集完全取決於各種搜索引擎的檢索特性。遺憾的是多數搜尋引擎的檢索功能太過簡單，造成數據收集的困難，以至於無法進行進一步的網路計量學的分析。
2. 許多與主題相關的網頁，並非真正建立一個具體的網站，而是類似小型入口網站，僅提供相關網頁的連結。如此一來，網頁的計量將無法辨識真正的生產力分佈。
3. 同義異名的單位名稱無法加以控制龐大的網路分析工作，完全仰賴電腦線上執行，實有不足。如此一來，網路計量學之研究樣本的決定與處理將變得重要且困難。
4. Web包含任何的連網，任何人都可自建網頁，由於缺乏同儕審查（peer review）制度，會產生資訊品質或知識價值的問題。
5. 網路重塑學術傳播的方式，產生了新的學術出版模式，正進行中的研究、初期的草稿，甚至於評審制的論文，均可立即共享，任何人可以做任何的連結，可以以任何的方式存取資料、資訊，甚至知識，網路造就了一個資訊自由的真境界。隨之而來的另一面問題是：網路的不確定性變成一種信任的問題。